# Jeff Williams (Apple)
Pour les articles homonymes, voir Jeff Williams et Williams.
Jeffrey « Jeff » Williams (né en 1963) est le directeur des opérations (Chief Operating Officer en anglais) chez Apple depuis 2015. Il a rejoint le groupe américain en 1998 pour y occuper diverses fonctions, notamment Responsable des Achats Internationaux jusqu'en 2004, puis Vice-Président des Opérations jusqu'en 2015.
Depuis 2010, il supervise l'intégralité de la chaîne d'approvisionnement, du service et de l'assistance d'Apple, ainsi que les initiatives de responsabilité sociale qui protègent plus d'un million de travailleurs dans le monde. Il supervise également activement le développement de l'Apple Watch, la montre connectée d’Apple, et pilote les initiatives de santé de la société, y compris ResearchKit, qui vise à simplifier la recherche médicale et sanitaire.

## Biographie

### Etudes et diplômes
Jeff Williams est titulaire d'un diplôme en ingénierie mécanique de l'Université de Caroline du Nord ainsi qu'une maîtrise en administration des affaires de l'Université Duke.

### IBM
Il a occupé plusieurs fonctions d'exploitation et d'ingénierie de 1985 à 1998 chez IBM. 

### Apple
En 1998, il rejoint Apple en tant que responsable des achats internationaux et en 2004, il a été nommé Vice-Président des Opérations. En 2007, il a joué un rôle très important dans l’entrée d’Apple sur le marché de la téléphonie mobile avec le lancement de l’iPhone, et il gère les opérations mondiales de l'iPod, l'iPhone, l'iPad et l'Apple Watch depuis. Il a été promu au poste de directeur des opérations le 17 décembre 2015 par Tim Cook, PDG d'Apple depuis 2011.
Certains influenceurs américains considèrent même Jeff Williams comme un potentiel successeur de Tim Cook (dont le contrat arrive à échéance en 2025), comme Neil Cybart qui expliquait en 2015 qu'il considérait « Jeff Williams comme le successeur de Tim Cook avant que [Tim] Cook termine sa première journée en tant que PDG ». Le blogueur et développeur américain John Gruber (également co-créateur du langage Markdown), décrit Jeff Williams de la façon suivante : « Premièrement, en ce qui concerne les ventes de l'iPhone et en ne considérant rien d'autre, Jeff Williams a clairement fait un travail incroyable. Apple a vendu un chiffre record de 74 millions d’iPhones au dernier trimestre, et bien que la société ne divise pas cela par des modèles pour des raisons de concurrence, tout le monde sait qu’une grande partie de ceux-ci étaient les nouveaux iPhone 6 et 6 Plus. Ils étaient limités par l'offre sur les deux modèles, en particulier le 6 Plus, mais seulement de quelques semaines. D'un point de vue opérationnel, Apple a réalisé un travail incroyable en répondant à la demande pour les iPhones - ils ont vendu plus que jamais mais étaient moins limités que lors des derniers trimestres de lancement. Mais le mérite revient à l’équipe des opérations de Williams d’avoir 74 millions d’unités d'iPhone à vendre. »
Le 8 juillet 2025, Apple annonce dans un communiqué le départ à la retraite de Jeff Williams à la fin de l'année, mettant fin aux spéculations selon lesquelles il succèderait à Tim Cook.

## Parcours
- Ingénieur chez IBM de 1985 à 1998.
- Responsable des achats internationaux chez Apple de 1998 à 2004.
- Vice-Président des Opérations chez Apple de 2004 à 2007.
- Vice-Président Senior des Opérations chez Apple de 2007 à 2015.
- Directeur des opérations chez Apple depuis 2015.